# Уланівська сільська територіальна громада
Уланівська сільська громада — територіальна громада в Україні, у Хмільницькому районі Вінницької області. Адміністративний центр — село Уланів.
Площа громади — 610,48 км², населення — 15 925 мешканців (2020).

## Населені пункти
У складі громади 1 селище (Кустовецьке) та 35 сіл:
- Великий Острожок
- Вишенька
- Воронівці
- Гнатівка
- Дубина
- Зозулинці
- Клітенка
- Крижанівка
- Кропивна
- Кустівці
- Лип'ятин
- Лозна
- Малий Острожок
- Маркуші
- Митинці
- Морозівка
- Осична
- Пагурці
- Петриківці
- Подорожня
- Пустовійти
- Рибчинці
- Рогинці
- Сальниця
- Скаржинці
- Слобода-Кустовецька
- Сміла
- Ступник
- Тараски
- Уланів
- Хутори-Кривошиїнецькі
- Чепелі
- Червоний Степ
- Чернятинці
- Чеснівка